# Polemologie
Polemologie is de wetenschap van oorlog en vrede. Het woord is afgeleid van het Oudgriekse woord πόλεμος, polemos, dat oorlog betekent. De polemologie beoogt de oorzaken van oorlogen te onderzoeken, en daarmee een bijdrage te leveren aan de totstandkoming van duurzame vrede.
De polemologie is als vorm van wetenschap geïntroduceerd door de Franse socioloog Gaston Bouthoul. Hij richtte in 1945 in Parijs het Franse Instituut voor Polemologie op.

## Nederland
In de loop der jaren werden aan diverse Nederlandse universiteiten en hogescholen centra voor polemologisch onderzoek opgericht. 
- Rijksuniversiteit Groningen: ´´Polemologisch Instituut´´
- TU Twente
- Rijksuniversiteit Leiden: ´´Instituut voor Internationale Studieën´´
- Universiteit Nijmegen: ´´Studiecentrum voor Vredesvraagstukken´´
- Hogeschool Tilburg: ´´John F.Kennedy-Instituut´´
- Universiteit van Amsterdam: vakgroep Internationale Betrekkingen en Volkenrecht, FSW-A (politicologie)
- Vrije Universiteit Amsterdam: vakgroep Internationale Betrekkingen (faculteit ?)

Een non-gouvernementeel en niet-universitair instituut met als taak het ondernemen van studie en voorlichting was het Nederlands Instituut voor Vredesvraagstukken (NIVV) te Den Haag. In december 1970 werd dit opgericht, met Henk Neuman als directeur. In 1983 fuseerde het NIVV met onder meer het Nederlands Genootschap voor Internationale Zaken (NGIZ) tot het Instituut Clingendael waarvan Neuman de eerste directeur werd.

### Groningen en Twente

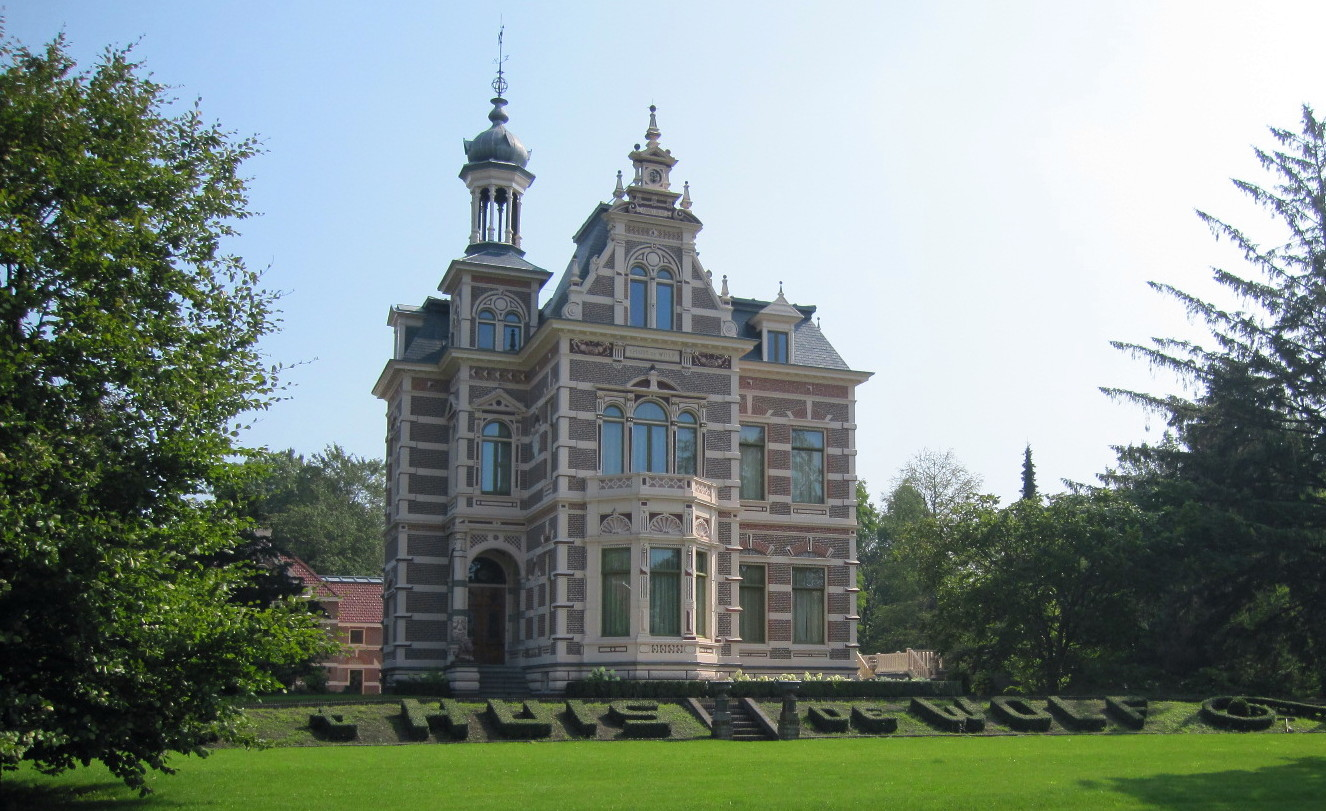
Huize 'De Wolf' in Haren (Gr) waar in de hoogtijdagen in de jaren 70 het Polemologisch Instituut was gevestigd

De voortrekker van de polemologie in Nederland was de Groningse jurist prof. B.V.A. Röling. Hij zette in 1962 aan de Rijksuniversiteit Groningen het Polemologisch Instituut op, waarin vanuit verschillende disciplines het vraagstuk van oorlog en vrede werd bestudeerd. Na Rölings emeritaat in 1976 werd zijn werk voortgezet door onder andere prof. Hylke Tromp en de historicus prof. Herman de Lange. Peter Boskma en Frans Bauke van der Meer, beiden afkomstig van het Polemologisch Instituut in Groningen, richtten aan de TU Twente samen met Wim Smit een eigen tak op. Zij gaven daar de serie Boerderijcahiers uit. 
Verscheidene  van deze polemologen, maar met name de psycholoog Ben ter Veer en in zijn voetspoor de geograaf Henk Gerritsma en de socioloog Gied ten Berge hebben een belangrijke rol gespeeld in de toerusting van de campagne tegen de kernwapens van het IKV. Frans Bauke van der Meer was in de jaren 90 voorzitter van het IKV. Fenna van der Burg was anderszins maatschappelijk actief. Zij was van 1973–1976 voorzitster van de VPRO. Andere medewerkers waren de jurist Paul Teunissen, die een tijd vicevoorzitter van Pax Christi was en de historicus van de Koude Oorlog Jaap Nobel. De hoogleraar volkenrecht Nico Schrijver begon zijn loopbaan als student aan het Polemologisch Instituut en bleef nadien ook verbonden met de vredesbeweging.

### Nijmegen
Een andere bekende polemoloog was Leon Wecke in Nijmegen, die net als Ben Schennink verbonden was aan het Studiecentrum voor Vredesvraagstukken van de KU Nijmegen, tegenwoordig het CICAM. Ben Schennink speelde jarenlang een wetenschappelijk ondersteunende rol binnen de katholieke Vredesbeweging Pax Christi. Herman de Lange was gedurende een aantal jaren bestuurslid van Pax Christi.
Ben Schennink, Bert Bomert en Herman de Lange waren in het begin jaren 90 de redacteuren van het Jaarboek Vrede en Veiligheid dat enkele jaren achtereen in Nijmegen werd uitgegeven.

### Leiden
Mr. Philip Everts hield zich aan de Rijksuniversiteit van Leiden met vredesvraagstukken bezig en was tegelijk beraadslid van het IKV. In Leiden bestond ook enige tijd de Stichting Polemologische Bibliotheek.

### Amsterdam
In 1972 ontstond in Amsterdam de Polemologische Studiegroep Amsterdam, opgericht door een groep van onder andere politicologen, economen en sociologen. Met hun boek Kontroversiële Polemologie, dat uitgegeven werd bij de PSP-uitgeverij Lynx, wilde de werkgroep haar kritiek op de maatschappelijke verhoudingen en kritiek op de vredeswetenschap zelf, nadrukkelijker met elkaar verbinden.

### Opheffing en voortzetting
In 1993 werd het instituut in Groningen weer opgeheven. De leeropdracht polemologie werd omgedoopt in Internationale Veiligheidsvraagstukken, met speciale aandacht voor de gevolgen van milieuverandering. Het begrip polemologie leeft onder meer nog voort in de Nederlandse Vereniging voor Medische Polemologie, waarin medici verenigd zijn die zich inzetten voor de vrede. Ook op een aantal buitenlandse universiteiten wordt polemologie als vak gedoceerd. Wetenschappelijk wordt de traditie aan verschillende universiteiten voortgezet. Veelal met bijzondere leerstoelen. 
- Begin 1995 werd prof. dr. Fred van Iersel bijzonder hoogleraar vraagstukken geestelijke verzorging bij de krijgsmacht aan de Theologische Faculteit van de Universiteit van Tilburg.
- Oktober 2004 vond de oprichting plaats van de Stichting Leerstoelen Vredesopbouw (SLVO) en de Vereniging voor Economie en Vrede (EVV). SVW is aangesloten bij het Platform voor Vrede en Geweldloosheid en is partner van People Building Peace Nederland.
- Op 1 oktober 2005 is de bijzondere leerstoel 'Economics of Conflict and Peace' (ECP) aan het Institute of Social Studies in Den Haag van start gegaan. Aan de Universiteit Utrecht  is tijdens het studiejaar 2005/2006 de bijzondere V.J.Koningsbergerleerstoel 'Vredesopbouw en Rechtsstaat' ingesteld.
- Sinds april 2004 bekleedt professor dr. Mient Jan Faber de IKV leerstoel ‘Citizens Involvement in War Situations’ aan de Vrije Universiteit in Amsterdam. Het IKV heeft tezamen met de VU deze leerstoel in het leven geroepen om het thema ‘human security’ verder te onderzoeken en om studenten de kans te bieden om zich te verdiepen in vraagstukken van oorlog en vrede.

## Internationaal
Internationaal onderzoek naar gewapende conflicten gebeurt onder meer door:
- Uppsala Conflict Data Program
- Stockholm International Peace Research Institute
- Our World in Data
- Peace Research Institute Oslo
- International Crisis Behavior Project
- Armed Conflict Location & Event Data[1]